# Shanghaier Akademie für Raumfahrttechnologie
Die Shanghaier Akademie für Raumfahrttechnologie (chinesisch 上海航天技術研究院 / 上海航天技术研究院), aus historischen Gründen auch „Achte Akademie“ (八院) genannt, wegen der englischen Bezeichnung Shanghai Academy of Spaceflight Technology oft „SAST“ abgekürzt, ist ein Unternehmensbereich der China Aerospace Science and Technology Corporation. Dort werden Satelliten, Trägerraketen und Flugabwehrraketen hergestellt. Der Hauptsitz der Firma befindet sich im Shanghaier Stadtbezirk Minhang.

## Geschichte

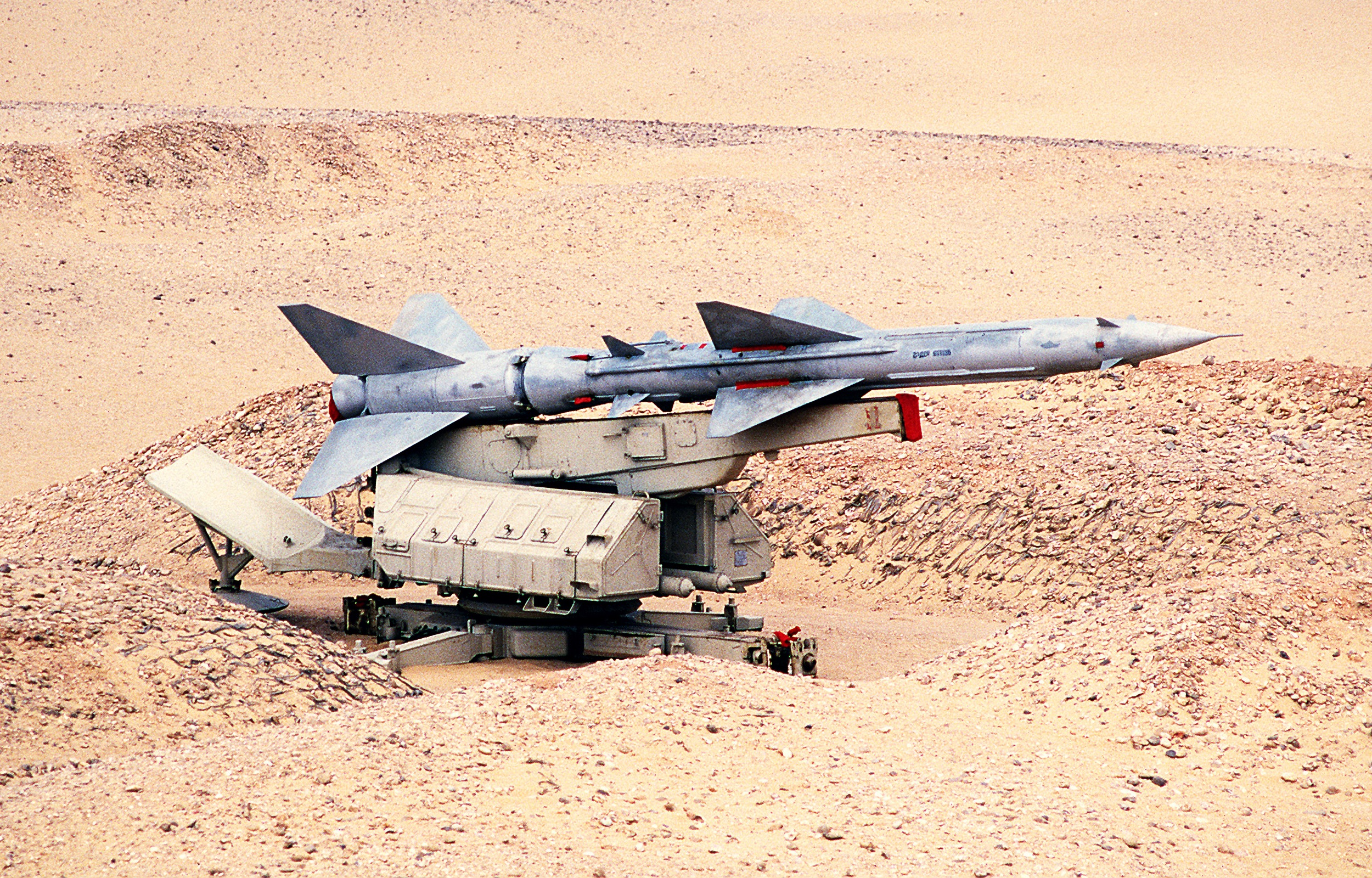
S-75

Nach dem Ende des Koreakriegs 1953 drangen mit amerikanischer Unterstützung immer öfter taiwanesische Aufklärungsflugzeuge in den chinesischen Luftraum ein. Die chinesische Luftwaffe hatte diesen Höhenaufklärern nichts entgegenzusetzen. Im Jahr 1957 fanden insgesamt 53 Luftraumverletzungen durch Taiwan statt, und die insgesamt 69 mal aufgestiegenen Kampfflugzeuge der Volksbefreiungsarmee konnten keinen einzigen Aufklärer abfangen. Daraufhin stellte China 1958 ein Flugabwehrraketenregiment mit drei Bataillonen auf, die mit insgesamt 50 aus der Sowjetunion eingeführten Flugabwehrraketen vom Typ S-75 ausgerüstet wurden (in der Sowjetunion wurde das System erst 1959 in Dienst gestellt). Die Raketen bewährten sich. Am 7. Oktober 1959 gelang es dem 2. Bataillon, das am 1. Oktober zum Schutz der Parade anlässlich des zehnjährigen Gründungstags der Volksrepublik eingeteilt war, ein taiwanesisches Aufklärungsflugzeug vom Typ Martin B-57 Canberra abzuschießen, das in den Pekinger Luftraum eingedrungen war.
50 Flugabwehrraketen waren für ein Land von der Größe Chinas nicht viel. Bereits 1958, gleich nach der Aufstellung des Regiments, hatte das von Qian Xuesen geleitete 5. Forschungsinstitut des Verteidigungsministeriums mit sowjetischer Unterstützung damit begonnen, die S-75 nachzubauen. Die chinesische Version der Rakete trug die interne Bezeichnung „543“. Das 5. Forschungsinstitut hatte drei Zweiginstitute (分院), wobei die Entwicklung von Boden-Boden-Raketen, Flugabwehrraketen und Seezielflugkörpern beim 1. Zweiginstitut angesiedelt war. Im Dezember 1959 wurden nun 17 Ingenieure aus dem 1. und auch aus dem 2. Zweiginstitut abgestellt, die, nachdem die Vorplanungen vollendet waren, in einer Fabrik zusammen mit sowjetischen Experten mit den Produktionsvorbereitungen begannen. Am 16. Juli 1960 überreichte jedoch nach einer länger schwelenden Krise zwischen Chruschtschow und Mao die sowjetische Botschaft der chinesischen Regierung eine Note, dass sämtliche sowjetischen Experten zurückberufen werden würden.
Bis Ende August 1960 hatten 1390 Männer und Frauen das Land verlassen.
Noch im August 1960 ordnete Feldmarschall Nie Rongzhen, der Vorsitzende der Kommission für Wehrtechnik der Volksbefreiungsarmee, an, dass die chinesischen Wissenschaftler und Ingenieure im Vertrauen auf ihre eigene Kraft mit der Entwicklung der Rakete 543 fortfahren und sie zur Serienreife bringen sollten. Damals war Shanghai eines der wenigen industriellen Zentren Chinas – seit 1959 befasste sich dort bereits das „Ingenieurbüro für Maschinenbau und Elektrotechnik Shanghai“ mit der Entwicklung der Höhenforschungsrakete T-7. Daher wurde dort am 1. August 1961 auf Anweisung des Zentralkomitees der KPCh, des Staatsrats der Volksrepublik China und der Zentralen Militärkommission das „Zweite Büro für Maschinenbau und Elektrotechnik Shanghai“ (上海机电二局, Pinyin Shànghǎi Jīdiàn Èr Jú) gegründet.
Dem Zweiten Büro wurde vom Shanghaier Stadtrat (上海市人民委员会) die Maschinenfabrik Neue Demokratie (新民机器厂) zugewiesen, die 1921 von Hu Juewen (胡厥文, 1895–1989) gegründet worden war, einem der Väter der Demokratischen Staatsaufbaugesellschaft Chinas. Die Arbeitsbedingungen dort waren schwierig: während einerseits die alten Hallen der nun „Fabrik 149“ genannten Einrichtung um- und ausgebaut wurden, arbeiteten die Ingenieure gleichzeitig an den Entwürfen für die Rakete und die Arbeiter wurden an den Präzisionsmaschinen ausgebildet. 1964 wurden zur Unterstützung fünf der Laboratorien, die bislang das 2. Zweiginstitut des 5. Forschungsinstituts gebildet hatten, aus Peking nach Shanghai verlegt. Am 10. Dezember 1964 verlieh die Namensgebungskommission des Staatsrats der Rakete 543 offiziell den Namen „Hongqi 1“ bzw. „Rote Fahne 1“ (红旗一号, Pinyin Hóngqí Yīhào). Ihren Erstflug hatte die Rakete bereits im Juni 1963 absolviert, im Mai 1964 wurde das Bordradar an Zielobjekten getestet. Am 26. September 1964 traf die Rakete ein von einer MiG-15 geschlepptes Ziel, und am 10. Januar 1965 schoss eine bei Baotou stationierte Hongqi 1 ihre erste reale U-2 ab.

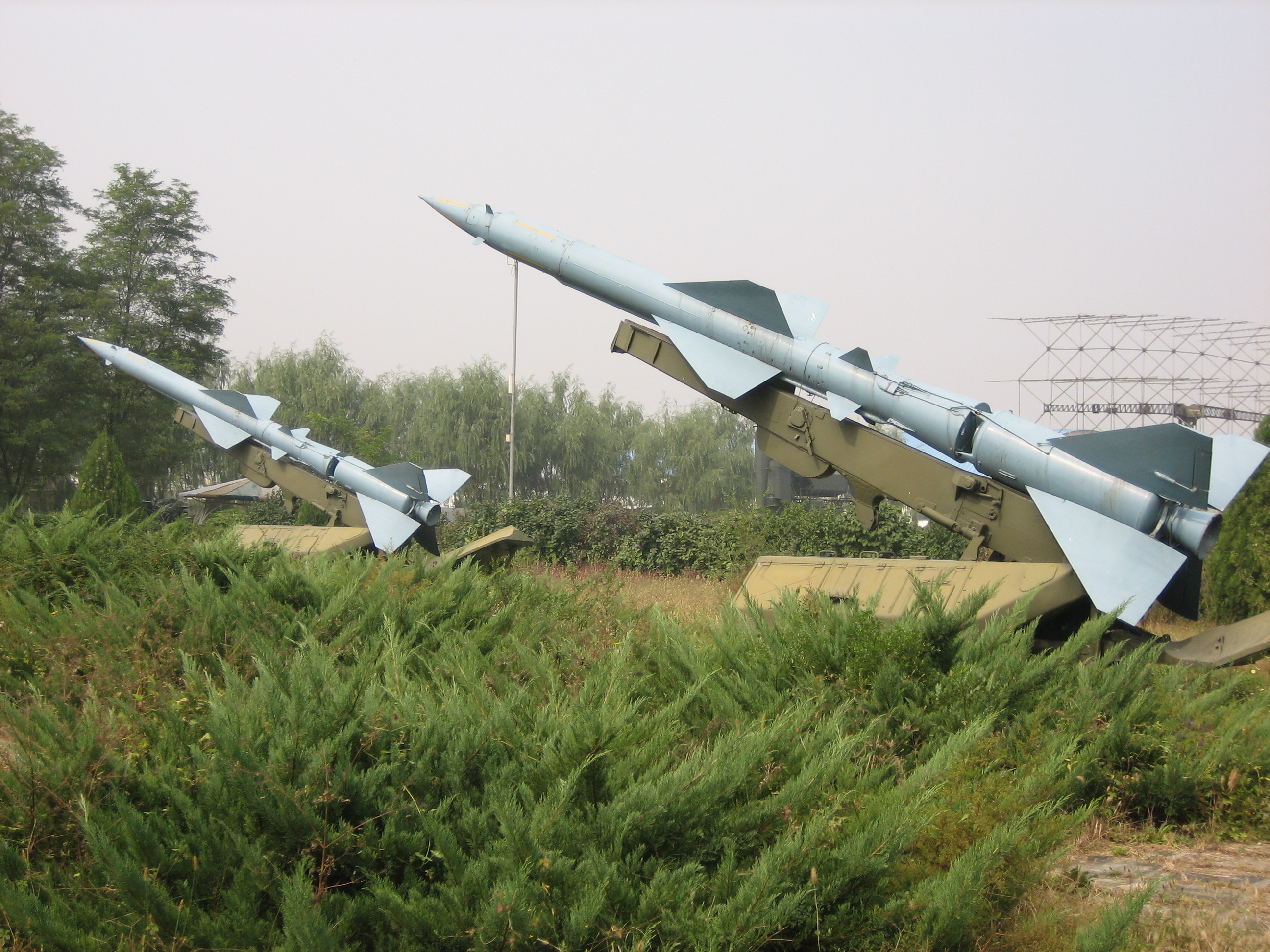
Hongqi 2

Die Hongqi 1 war eine 1:1-Kopie der sowjetischen S-75. Aber schon im Januar 1964 hatte das Zweite Büro vorgeschlagen, auf der Basis der damals noch „543“ genannten Rakete eine weiterentwickelte, rein chinesische Version zu bauen. Am 4. Januar 1965 wurde das 5. Forschungsinstitut durch Beschluss des Nationalen Volkskongresses aus dem Verteidigungsministerium herausgelöst und als „Siebtes Ministerium für Maschinenbauindustrie“ eine eigenständige Behörde. Für das Zweite Büro änderte sich jedoch in der Praxis nichts. Im April 1965 wurde bei einer Besprechung im Siebten Ministerium die Entwicklung der „Hongqi 2“ genannten Rakete beschlossen. Lockheed hatte aus den Abschüssen gelernt und die U-2 mit einem System ausgestattet, das den Piloten warnte, wenn sein Flugzeug vom Radar einer Flugabwehrrakete erfasst wurde. Daher wählte man für die Hongqi 2 die sogenannte „Halbaktive Zielsuchlenkung“, bei der das Flugzeug von einer Radarstation am Boden angestrahlt wird und die Rakete durch die vom Flugzeug reflektierten Radarwellen ins Ziel findet. Man hatte mit einer ähnlichen Methode (Kommandolenkung bis 45 km vor dem Ziel) bereits bei den von der Sowjetunion gelieferten S-75 experimentiert und damit am 1. November 1963 eine bei Wenzhou in den chinesischen Luftraum eingedrungene U-2 abgeschossen. Daher genehmigte Qian Xuesen die neue Technologie. Im Juni 1965 wurde die Hongqi 2 das erste Mal gestartet, im Juli und Dezember 1966 absolvierte sie erfolgreich Zielübungen, und am 8. September 1967 wurde eine bei Jiaxing in den chinesischen Luftraum eingedrungene U-2 in einer Höhe von 20.500 m abgeschossen. Damit hatte die taiwanesische Luftwaffe nun insgesamt fünf Flugzeuge vom Typ U-2 über China verloren, zwei Piloten (Zhang Liyi und Ye Changdi) wurden gefangen genommen, die anderen drei hatten nicht überlebt. Daraufhin wurden die Aufklärungsflüge eingestellt.
Die Hongqi 2 wurde im Laufe der Jahre immer weiter verbessert. So begann man 1973 mit der Entwicklung der Hongqi 2A, die eine höhere Geschwindigkeit hatte und unempfindlicher gegenüber elektronischen Störmaßnahmen war. Ab 1978 wurde die auf eine Selbstfahrlafette mit Kettenfahrgestell montierte Hongqi 2B entwickelt. Diese beiden Raketen wurden 1984 bzw. 1986 in Dienst gestellt.
Speziell zur Abwehr der Lockheed SR-71 – die nie über China eingesetzt wurde – wurde Ende der 1960er-Jahre die Hongqi 3 mit einer Flughöhe von bis zu 30.000 m entwickelt und im Juni 1974 in Dienst gestellt. Die Hongqi 4 hatte im Gegensatz zu den anderen Modellen, die mit einer Flüssigtreibstoff-Oberstufe arbeiteten, für beide Stufen ein Feststoffraketentriebwerk. Mittlerweile hatte man bei den Gegnern Chinas auf Satellitenaufklärung umgestellt, und so wurden von diesem Modell nur einige Prototypen gebaut. Die bei der Hongqi 4 zum Einsatz gekommenen Technologien wurden in den 1980er-Jahren von der  Akademie für Verteidigungstechnologie für die Entwicklung der Hongqi 9 genutzt.

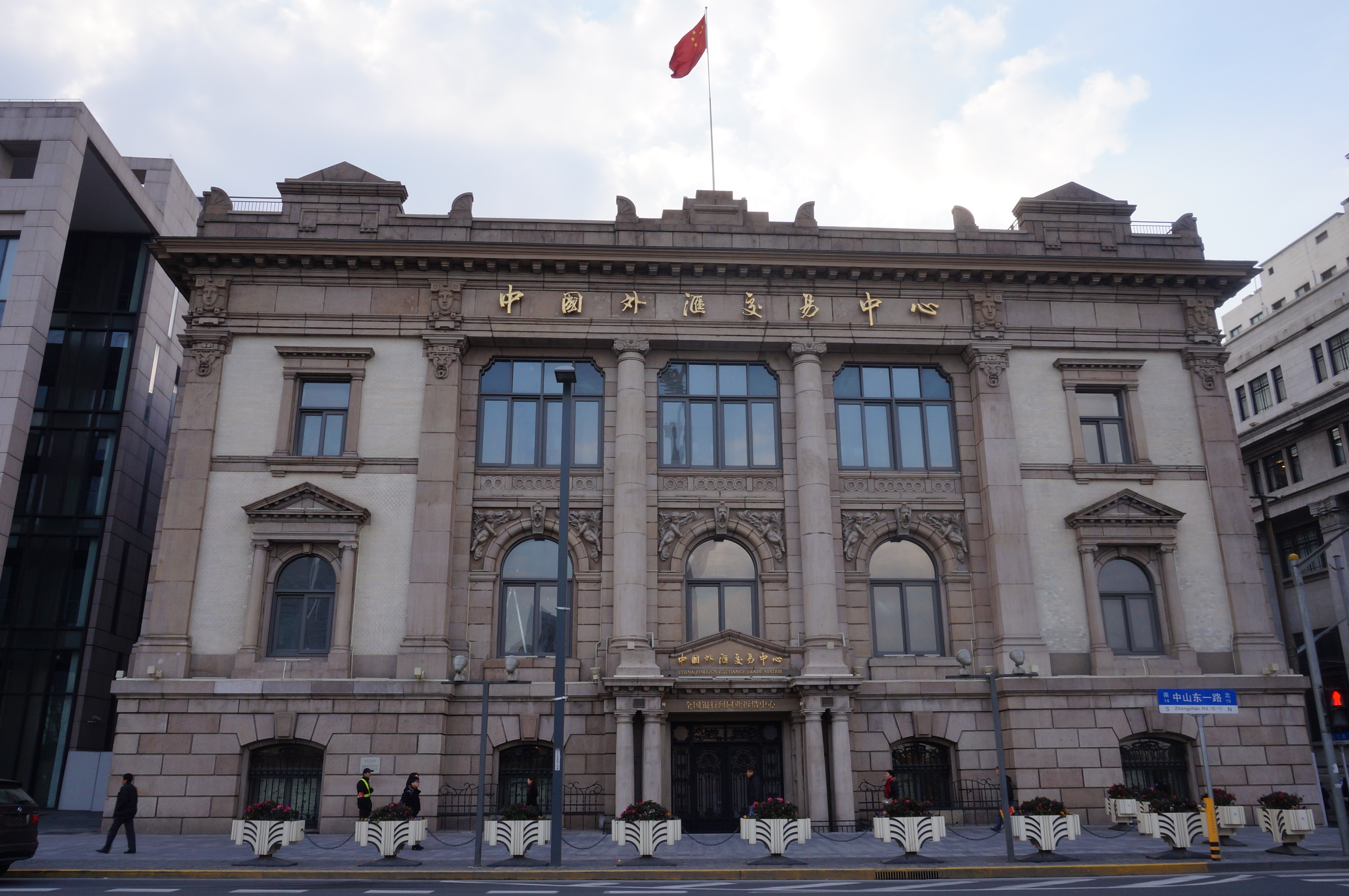
Hauptverwaltung des Zweiten Büros

Nach dem Ausbruch der Kulturrevolution 1966 gewann eine linksextreme Gruppe, die später unter der Bezeichnung „Viererbande“ bekannt wurde, zunehmend an Einfluss in der chinesischen Politik. Jiang Qing, Zhang Chunqiao, Yao Wenyuan und Wang Hongwen hatten alle ihre Wurzeln in Shanghai. Angesichts der eskalierenden Konflikte mit der als „bourgeois“ empfundenen Sowjetunion erteilten sie dem Zweiten Büro für Maschinenbau und Elektrotechnik nach dem Zwischenfall an der Dsungarischen Pforte am 13. August 1969 noch im selben Monat den Auftrag, auf der Basis der damals noch in Entwicklung befindlichen Interkontinentalrakete Dongfeng 5 eine zweistufige Trägerrakete mit Flüssigkeitstriebwerken zu entwickeln, die ebenfalls beim Zweiten Büro zu entwickelnde elektronische Aufklärungssatelliten vom Typ „Changkong 1“ bzw. „Weiter Himmel 1“ (长空一号, Pinyin Chángkōng Yīhào) in eine erdnahe Umlaufbahn tragen sollte. Diese, wegen der Tarnbezeichnung „Technologieerprobungssatellit“ bzw. 技术实验卫星 (Pinyin Jìshù Shíyàn Wèixīng) im Ausland auch als „JSSW“ bekannten Satelliten sollten dazu dienen, Informationen über die Radar- und Luftabwehrsysteme der Sowjetunion zu sammeln.
Verteidigungsminister Lin Biao, der am 18. Oktober 1969 mit seinem „Befehl Nr. 1“ (林副统帅一号战斗号令, Pinyin Lín Fùtǒngshuài Yīhào Zhàndòu Hàolìng) fast einen Atomkrieg mit der Sowjetunion ausgelöst hätte, gehörte zwar nicht zu der Gruppe um Jiang Qing, stand ihr aber ideologisch nahe.
Nach der damaligen Redewendung Geming Fengbao, also „Sturm der Revolution“, wurde als Name für die Rakete „Fengbao 1“ bzw. „Sturm 1“ gewählt, auch um sich von der Sowjetunion abzugrenzen, die es sich nach Ansicht der chinesischen Linken in der Friedlichen Koexistenz gemütlich eingerichtet hatte. Die eigentliche Arbeit an dem Projekt begann im Dezember 1969. Das Zweite Büro für Maschinenbau und Elektrotechnik Shanghai wurde zwar von der Viererbande kontrolliert, war aber formaljuristisch weiterhin eine Abteilung des Siebten Ministeriums für Maschinenbauindustrie. Von daher hatte man nicht nur Zugriff auf die Pläne der an der 1. Akademie des Siebten Ministeriums (heute Chinesische Akademie für Trägerraketentechnologie) entwickelten Dongfeng 5, sondern erhielt auch Unterstützung von der Basis 067 in Fengzhou (heute Akademie für Flüssigkeitsraketentriebwerkstechnik), die für die Rakete die nötigen Triebwerke entwickelte. Die Fengbao 1 war für eine Nutzlast von 1,1 t ausgelegt, daher hatte es keinen Einfluss auf die Entwicklungsarbeiten, als die 1. Akademie 1970 mit der Entwicklung einer weiteren Trägerrakete, der „Langer Marsch 2“ begann. Letztere sollte 2,5 t schwere Rückkehrsatelliten mit einer Kamera zur optischen Fernerkundung in die Umlaufbahn befördern, hatte also ein anderes Einsatzprofil.
Lin Biao kam am 13. September 1971 bei einem Flugzeugabsturz ums Leben, die Arbeiten an der Fengbao 1 gingen jedoch weiter. Am 10. August 1972 absolvierte die Rakete ihren ersten suborbitalen Testflug. Die ersten beiden Starts mit einem realen Changkong 1 als Nutzlast am 18. September 1973 und am 12. Juli 1974 scheiterten, der dritte Versuch am 26. Juli 1975 glückte jedoch.
Damit war die Fengbao 1 vier Monate eher einsatzbereit als die Langer Marsch 2, die erst am 26. November 1975 in der Variante CZ-2C einen erfolgreichen Flug absolvierte. Die CZ-2C der 1. Akademie war jedoch, abgesehen von der größeren Nutzlast, wesentlich zuverlässiger als die Feng Bao 1. Bis zum Jahr 1981 waren von acht Starts der Fengbao 1 nur vier erfolgreich, während die CZ-2C im selben Zeitraum keinen einzigen Fehlschlag zu verzeichnen hatte. Daher wurde die Produktion der Rakete nach dem (erfolgreichen) Start am 19. September 1981 eingestellt.
Bereits 1978 hatte das Zweite Büro den Auftrag erhalten,
auf der Basis der Fengbao 1 eine dreistufige Trägerrakete zu entwickeln, die Satelliten in eine geostationäre Transferbahn tragen konnte. 1979 begann man mit der eigentlichen Entwicklungsarbeit, die jedoch im März 1982 gestoppt wurde, da sich das Anforderungsprofil geändert hatte. Nun sollte eine neue, „Langer Marsch 4A“ genannte Version der Rakete Chinas ersten, ebenfalls beim Zweiten Büro zu entwickelnden Wettersatelliten Fengyun 1A in eine sonnensynchrone Umlaufbahn befördern. Dies gelang beim Erstflug der Rakete am 6. September 1988.
Im Mai 1982 war das Siebte Ministerium für Maschinenbauindustrie im Rahmen einer Kabinettsreform in „Ministerium für Raumfahrtindustrie“ umbenannt worden, im Juni 1982 das Zweite Büro für Maschinenbau und Elektrotechnik in „Shanghaier Raumfahrtbüro“ (上海航天局). Die Viererbande war zwar bereits am 6. Oktober 1976 verhaftet und am 25. Januar 1981 wegen Bildung einer konterrevolutionären Vereinigung (反革命集团) verurteilt worden, das Shanghaier Raumfahrtbüro behielt jedoch weiterhin eine große Eigenständigkeit. Während in Peking die Herstellung von Trägerraketen und Raumflugkörpern auf die 1. bzw. 5. Akademie des Ministeriums verteilt war, befand sich in Shanghai beides in einer Hand.
Am 22. März 1993 wurde das Ministerium per Beschluss des Nationalen Volkskongresses aufgelöst und die „Dachgesellschaft für Raumfahrtindustrie“ gebildet, nun keine Behörde mehr, sondern ein, wenn auch nicht gewinnorientierter, Konzern. Das Shanghaier Raumfahrtbüro blieb bei der Firma und erhielt im Rahmen der Strukturreform seinen heutigen Namen – „Shanghaier Akademie für Raumfahrttechnologie“. Als die Dachgesellschaft am 1. Juli 1999 in einen primär zivilen und einen primär militärischen Teil aufgespalten wurde – die China Aerospace Science and Technology Corporation und die China Aerospace Machinery and Electronics Corporation – blieb die Shanghaier Akademie, da ihr damaliger Arbeitsschwerpunkt im zivilen Sektor lag, bei der CASC. Dort wurde sie als „Achte Akademie“ in das System der Unternehmensbereiche eingeordnet. Die Akademie für Raumfahrttechnologie besitzt zwar eine Abteilung für Grundlagenforschung, aber anders als bei den anderen Akademien der CASC, wo Studenten, die an einer regulären Universität mindestens ein Vordiplom erworben haben, im Rahmen einer dualen Ausbildung tatsächlich akademische Grade (Diplomingenieur, Fachpromotion oder Doktor) erwerben können, fungiert Shanghai nicht als Unterrichtseinrichtung, sondern befasst sich nur mit Entwicklung und Produktion.

## Geschäftsbereiche
Die Shanghaier Akademie für Raumfahrttechnologie hat mehr als 19.000 Arbeiter und Angestellte, davon gut 7000 technisches Personal.
Vorstandsvorsitzender ist seit dem 10. September 2019 Zhang Hongjun (张宏俊, * 1967). Zhang war im April 1992 nach der Fachpromotion an der Polytechnischen Universität Nordwestchinas zum Thema Navigation und Steuerung von Flugkörpern zur Militärsparte von SAST gekommen, stieg dort im Laufe der Jahre immer weiter auf und war zuletzt Leiter der Hauptabteilung für auf Flugkörper montierte Waffen gewesen.
Im Jahr 2015 erzielte die Firma einen Umsatz von 36 Milliarden Yuan, der überwiegend mit Rüstungsgütern erwirtschaftet wurde. Damals war angestrebt, den Anteil der zivilen Produktion bis zum Jahr 2020 auf 30 % des Gesamtumsatzes bzw. 10 Milliarden Yuan zu steigern.
SAST hat heute zwei große Geschäftsbereiche:
- Hauptabteilung für auf Flugkörper montierte Waffen (机载武器总体部; Flugabwehrraketen), auch bekannt als „Shanghaier Forschungsinstitut für Maschinenbau und Elektrotechnik“ (上海机电工程研究所) oder „Achte Abteilung“ (八部)[24]
- Hauptabteilung für Weltraumwissenschaften (空间科学总体部; Trägerraketen und Raumflugkörper)

Diesen unterstehen eine Reihe von Forschungsinstituten, die teilweise gemeinsam genutzt werden:
- Forschungsinstitut 509 (卫星工程研究所, Satelliten), Minhang
- Forschungsinstitut 800 (精密机械研究所, Feinmechanik und Leichtlegierungen), Songjiang und Nantong[25]
- Forschungsinstitut 802 (无线电设备研究所, Funk), Yangpu
- Forschungsinstitut 803 (控制技术研究所, Steuerungstechnik), Caohejing High-Tech Park
- Forschungsinstitut 804 (电子技术研究所, Elektronik), Minhang
- Forschungsinstitut 805 (上海宇航系统工程研究所, Raumfahrtsysteme), Minhang[26]
- Forschungsinstitut 806 (动力技术研究所, Antriebstechnik), Huzhou[27]
- Forschungsinstitut 807 (技术基础研究所, Grundlagenforschung), Minhang
- Forschungsinstitut 808 (第八〇八研究所, Qualitätskontrolle), Minhang[28]
- Forschungsinstitut 811 (空间电源研究所, Stromversorgung inklusive Wasserstoff-Brennstoffzellen), Caohejing High-Tech Park[29]
- Forschungsinstitut 812 (卫星装备研究所, Satellitenausstattung), Minhang
- Forschungs- und Entwicklungszentrum Peking (八院北京研发中心)[30][31]
- Basis 603, Maolin

### Flugabwehrraketen

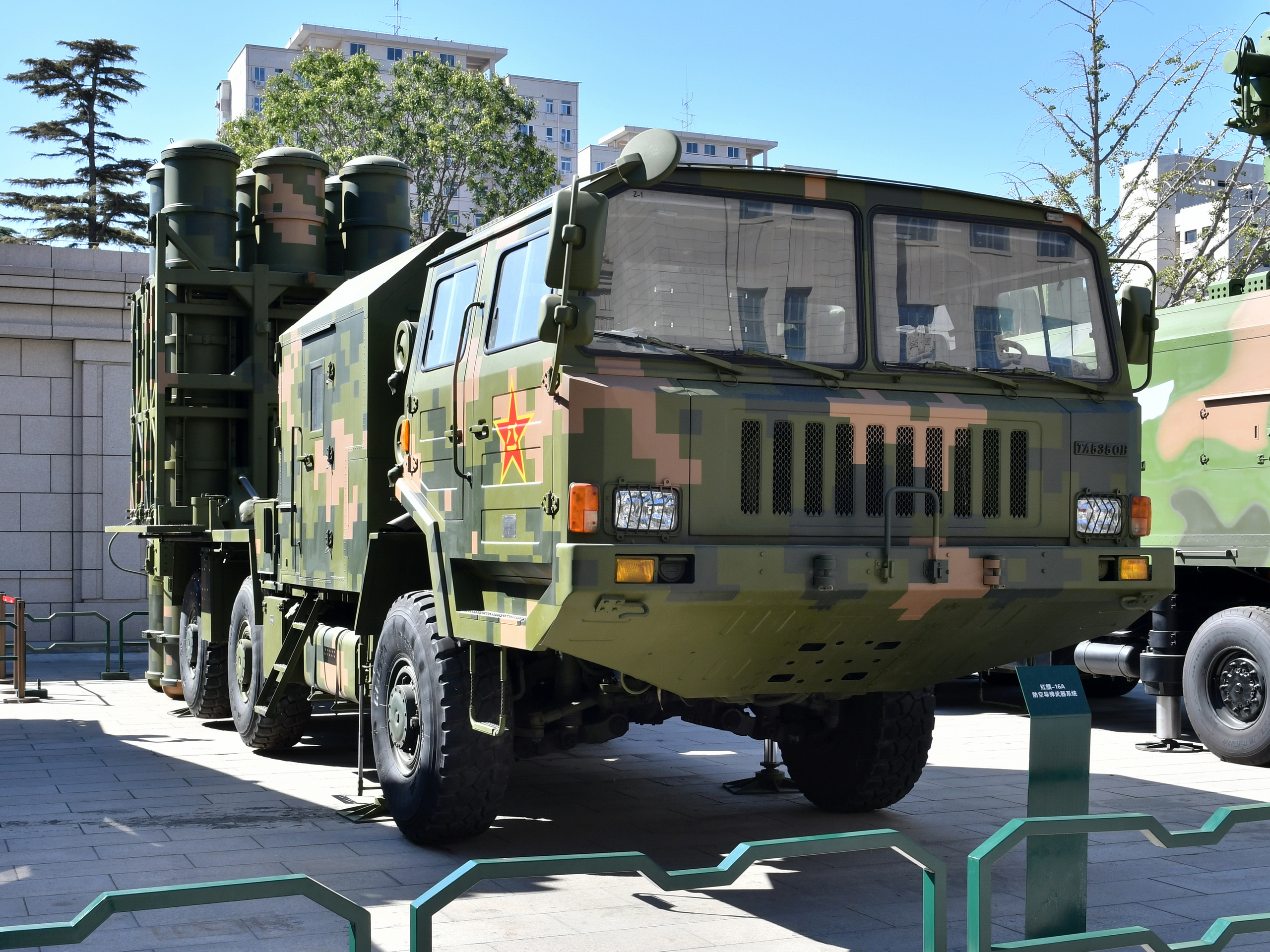
Hongqi 16

In ihrer Militärsparte stellt die Akademie schultergestützte Flugabwehrraketen vom Typ HongYing-6 und deren verbesserte Version Feinu-16 her, bei der ein kombinierter IR/UV-Suchkopf mit Rosettenabtastung verwendet wird, wie er auch bei der FIM-92 Stinger zum Einsatz kommt.
Auf der Luft- und Raumfahrtausstellung Zhuhai im November 2014 wurden erstmals die fahrzeugmontierten Flugabwehrsysteme vom Typ Feibao-6 vorgestellt, bei denen auf einem Geländewagen zwei Startblöcke mit jeweils acht HongYing-6-Raketen montiert sind, während ein weiteres Fahrzeug mit einem Phased-Array Radar die Steuerung der Raketen übernimmt.
Dieses Gefechtsfeld-System ist zur Abwehr von Flugzeugen auf eine Distanz von 500 m bis 6 km vorgesehen, die in einer Höhe von 10 bis 4000 m fliegen.
Beim FB-10 sind dagegen die acht Raketen und das Radar gemeinsam auf einem dreiachsigen Lastwagen montiert.
Das Hongqi-16-System besteht aus mindestens vier Lastwagen, auf denen sich jeweils der Feuerleitstand, das Suchradar, das Lenkradar und das eigentliche Startgerät mit sechs Lenkraketen befindet. Diese Gruppe kann mit drei zusätzlichen Starter-Fahrzeugen zu einer Batterie erweitert werden und ist zur Abwehr von Flugzeugen, Marschflugkörpern, Luft-Boden-Raketen und unbemannten Luftfahrzeugen gedacht, die sich in einer Entfernung von 3,5 bis 40 km und in Höhen von 15 bis 18.000 m bewegen.
In der Marineversion Hongqi 16E sind bis zu 32 Raketen in einzelnen Zellen einer Senkrechtstartanlage untergebracht, die Seezielflugkörper, Flugzeuge und Hubschrauber abwehren können, die in einer Entfernung von 4 bis 40 km und einer Höhe von 7 bis 15.000 m fliegen.
Die ebenfalls für den Einsatz auf Schiffen gedachte Hongqi 61 wird mittlerweile nicht mehr produziert.

### Trägerraketen

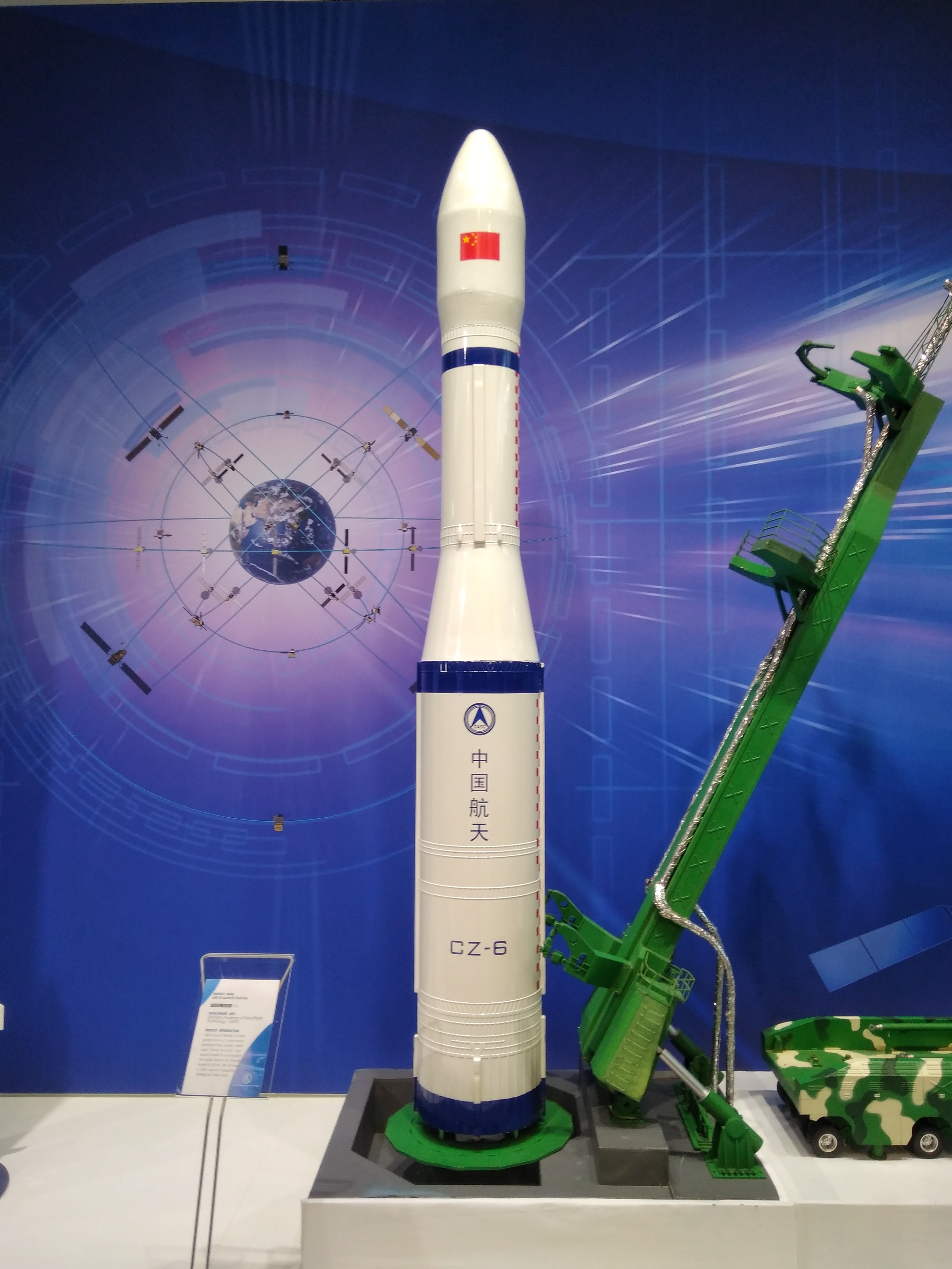
Langer Marsch 6

An Trägerraketen werden von der Akademie für Raumfahrttechnologie heute vor allem die Typen Langer Marsch 4B und 4C hergestellt, dazu noch die Langer Marsch 2D, eine zweistufige Ableitung der Langer Marsch 4A, die insgesamt nur zwei Flüge absolviert hatte (1988 und 1990). Außerdem wird von SAST die 2015 in Dienst gestellte Changzheng 6 und die 2022 in Dienst gestellte Changzheng 6A hergestellt.
Auch die K-3-Booster der schweren Trägerrakete Langer Marsch 5 werden von SAST gebaut.
Auf der 22. Internationalen Industriemesse in Shanghai (15. – 19. September 2020) stellte SAST eine mittelschwere kommerzielle Trägerrakete mit Flüssigkeitstriebwerken vor, später unter dem Arbeitstitel „XLV“ bekannt. Die zweistufige Rakete, die mit einer verschiedenen Zahl von Boostern kombiniert werden kann, ist 59 m hoch, hat einen Durchmesser von rund 4 m, besitzt ein Startgewicht von 430 t und verwendet als Treibstoff eine Kombination von Flüssigsauerstoff und Raketenkerosin. Anfang November 2021 bestand der vom Forschungsinstitut 800 hergestellte Sauerstofftank die Zulassungsprüfung. Der aus einer Aluminiumlegierung hergestellte, 21 m lange Tank besitzt einen Durchmesser von 3,8 m und eine Wandstärke von 2–3 mm, der schüsselförmige Tankboden hat eine Tiefe von 1,2 m. Anders als bei der traditionellen Herstellungsmethode, wo mehrere blütenblattartige Segmente miteinander verschweißt werden, wird der Boden bei diesem Tank mit einer Spindelpresse aus einem Stück geformt. Dies erhöht die Zuverlässigkeit, der Tankboden wird leichter, und die Herstellungszeit verkürzt sich durch das Einsparen von 9 Schweißnähten um 20 %.
Der Startschub der Rakete mit hinter der Turbopumpe schwenkbaren Triebwerken beträgt ohne Booster rund 5000 kN. Zum Vergleich: die ebenfalls von der Shanghaier Akademie für Raumfahrttechnologie hergestellten Trägerraketen der Serie „Langer Marsch 4“ besitzen einen Startschub von knapp 3000 kN. Es stehen verschiedene Nutzlastverkleidungen mit Durchmessern zwischen 3,35 m und 5 m zur Verfügung.
Im Herbst 2023 war der Erstflug der Rakete von der Startrampe 2 des Kommerziellen Kosmodroms Hainan für Juni 2024 geplant.
Die Rakete ist primär dafür gedacht, einen oder mehrere Satelliten mit einem Gesamtgewicht von 10 t in erdnahe Umlaufbahnen oder 5 t in eine sonnensynchrone Umlaufbahn zu befördern.
Ein bislang nur angedachter Geschäftsbereich sind mit Flüssigsauerstoff und flüssigem Methan betriebene Trägerraketen. Hierbei ist bemerkenswert, dass SAST beabsichtigt, die diesbezüglichen Triebwerke nicht von der Akademie für Flüssigkeitsraketentriebwerkstechnik entwickeln zu lassen, einer Schwesterfirma unter dem Dach der China Aerospace Science and Technology Corporation, sondern von dem privaten Raumfahrtunternehmen Jiuzhou Yunjian (九州云箭), das derartige Triebwerke bereits im Angebot hat.

### Satelliten
Ein weiteres wichtiges Geschäftsfeld von SAST sind alle Arten von Erdbeobachtungssatelliten, die teilweise in Zusammenarbeit mit der Chinesischen Akademie für Weltraumtechnologie hergestellt werden:
- Wettersatelliten der Fengyun-Serie
- Atmosphärenbeobachtungssatelliten wie TanSat oder Daqi 1
- Erdbeobachtungssatelliten der Yaogan-Serie
- Ozeanbeobachtungssatelliten der Haiyun-Serie[48]
- Flusssystembeobachtungssatelliten der Tianhe-Serie[49]
- Hyperspektralsatelliten wie Gaofen 5[50]
- SAR-Satelliten[51]

Außerdem baut SAST das Servicemodul der Shenzhou-Raumschiffe. Auch Chinas erste Marssonde Yinghuo-1 wurde von SAST entwickelt und gebaut. Dieser Orbiter sollte 2011 zusammen mit der russischen Sonde Phobos-Grunt zum Mars reisen, da es bei letzterer jedoch ein technisches Problem gab, scheiterte die Mission. Heute ist die Shanghaier Akademie für Raumfahrttechnologie bei den aus mehreren Komponenten bestehenden Tiefraumsonen wie Chang’e 5 und Chang’e 6 oder Tianwen-1 und Tianwen-4 generell für die Orbiter und deren von Erdbeobachtungsinstrumenten abgeleitete Nutzlasten zuständig. So finden am Forschungsinstitut 509 seit 2020 unter der Leitung von Niu Junpo (牛俊坡) auch Vorplanungen für Orbiter-Missionen zu den Gasplaneten Uranus und Neptun statt, bei denen durch die längere Verweildauer der Sonden wesentlich mehr Daten ermittelt werden könnten als bei den bisherigen Vorbeiflügen.
Auf der 13. Luft und Raumfahrtausstellung Zhuhai (28. September bis 3. Oktober 2021) stellte das Forschungsinstitut 805 einen sogenannten „Raumflugkörper für zusätzliche Dienstleistungen“ (补加服务飞行器) vor, der, nachdem er in die Nähe eines geostationären Satelliten gebracht wurde, der das Ende seiner geplanten Betriebsdauer erreicht hat, sich autonom an diesen annähern kann. Ähnlich wie bei den Tianzhou-Frachtern kommt hierbei zunächst Radar zum Einsatz, dann ein optischer Navigationssensor. Wenn er sich dem Satelliten auf 2 m genähert hat, identifiziert der Raumflugkörper mit seiner Kamera mögliche Fixierungsstellen und klammert sich mit seinen beiden Greifarmen an diesen fest. Der Raumflugkörper verschmilzt auf diese Art mit dem Satelliten zu einer Einheit, kann von da an die Aufrechterhaltung des Orbits übernehmen und somit die Betriebsdauer des Satelliten verlängern.
Im Durchschnitt kann man mit 50 kg Treibstoff die Betriebsdauer eines geostationären Satelliten um etwa 1 Jahr verlängern. Daher wurde bei der Konstruktion des Raumflugkörpers darauf geachtet, seine Systeme möglichst einfach zu halten, um möglichst viel Startmasse für Treibstoff zur Verfügung zu haben. Das in Zhuhai vorgestellte Modell kann 1,3 t Treibstoff, 52 % seiner Gesamtmasse, mitführen. Der Start eines derartigen Raumschleppers ist um 35 % billiger als einen neuen geostationären Satelliten in der Umlaufbahn zu platzieren.
Wenn der Satellit mit einem standardisierten Koppeladapter ausgerüstet ist, kann ihn der Raumflugkörper auch direkt betanken, eventuell benötigtes Helium für die Treibstoffförderung nachfüllen und ihn, wie die Tianzhou-Frachter bei der Chinesischen Raumstation, mit seinen Solarmodulen bei der Stromversorgung unterstützen.
Hierbei soll zusätzlich zu den Greifarmen ein ähnliches System zum Einsatz kommen wie bei dem ebenfalls von SAST entwickelten Orbiter der Mondsonde Chang’e 5 und deren Aufstiegsstufe. Der Flugkörper greift in der letzten Phase der Annäherung mit ausgestreckten Greifklauen nach an dem Satelliten angebrachten Griffstangen, dann werden die Klauen angeklappt und ziehen den Satelliten, während sie über die Griffstangen gleiten, so an den Flugkörper, dass die Koppeladapter der beiden zur Deckung gebracht werden.

## Tochterfirmen
Über die Shanghai Aerospace Industry (Holding) Co. Ltd. (上海航天工业（集团）有限公司) besitzt die Shanghaier Akademie für Raumfahrttechnologie eine Reihe von Tochtergesellschaften, die zum Teil ihrerseits wieder Tochterfirmen haben:
- Shanghai Aerospace Geräteherstellung GmbH (上海航天设备制造总厂有限公司, auch bekannt als „Fabrik 149“ bzw. 一四九厂)[57]
- Shanghai Aerospace Autoelektrik AG (上海航天汽车机电股份有限公司)[58]
- Shanghai Aerospace Energie AG (上海航天能源股份有限公司)[59]
- Shanghai Aerospace Wissenschaft, Innovation und Entwicklung GmbH (上海航天科创企业发展有限公司)[60]
- Shanghai Aerospace intelligente Geräte GmbH (上海航天智能装备有限公司)[61]
- Shanghai Aerospace Stromversorgungstechnologie GmbH (上海航天电源技术有限责任公司)[62]
- Shanghai Aerospace Industrie GmbH (上海航天实业有限公司)[63]
- Shanghai Shenhang Import-Export GmbH (上海申航进出口有限公司)[64]
- Shanghaier Architekturbüro für Raumfahrtgebäude GmbH (上海航天建筑设计院有限公司)[65]
- Shenzhou Silicium GmbH, Hohhot (内蒙古神舟硅业有限责任公司)[66]
- Erholungsheim Wuxi (航天无锡健康管理中心)[67][68]

Nicht der Shanghai Aerospace Industry (Holding) Co. Ltd., sondern direkt der Shanghaier Akademie für Raumfahrttechnologie untersteht die am 1. August 2020 gegründete Shanghai Aerospace Weltraumtechnologie GmbH (上海航天空间技术有限公司), wo man sich mit der Herstellung von kommerziellen Kleinsatelliten befasst.